# 曾令得
曾令德，江西吉安府吉水縣人，明朝政治人物、進士出身。

## 生平
永樂十三年（1415年）乙未科進士，授監察御史。